# Enzo Bearzot
Enzo Bearzot, né le 26 septembre 1927 à Aiello del Friuli, dans la province d'Udine, en Frioul-Vénétie Julienne, et mort le 21 décembre 2010, est un footballeur et entraîneur de football italien. Il restera célèbre pour avoir conduit l'équipe d'Italie à la victoire dans la coupe du monde de football 1982.

## Biographie
Après une carrière de joueur (arrière central), notamment à l'Inter Milan, Catania et au Torino, et une sélection en équipe d'Italie, Bearzot commence sa carrière d'entraîneur en 1964 en tant qu'adjoint de Nereo Rocco et de Giovan Battista Fabbri au Torino.
Il devient ensuite entraîneur de l'AC Prato en Serie C puis rejoint la Fédération italienne où il entraîne les moins de 23 ans avant de devenir l'adjoint des sélectionneurs Ferruccio Valcareggi (lors du Mondial 74) et Fulvio Bernardini.

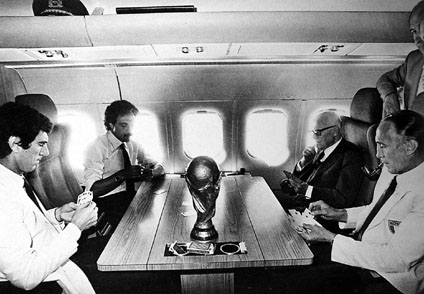
Bearzot (à droite) jouant au scopone avec Dino Zoff, Franco Causio et le président italien Sandro Pertini, le lendemain du sacre mondial de 1982 dans l'avion qui les ramène à Rome.

Après avoir partagé le poste avec Bernardini entre 1975 et 1977, il devient sélectionneur unique (commissario tecnico en italien) en 1977.
Sous sa direction, l'équipe d'Italie réalise une très bonne coupe du monde 1978 (quatrième) mais un Euro 1980 plus décevant (quatrième à domicile).

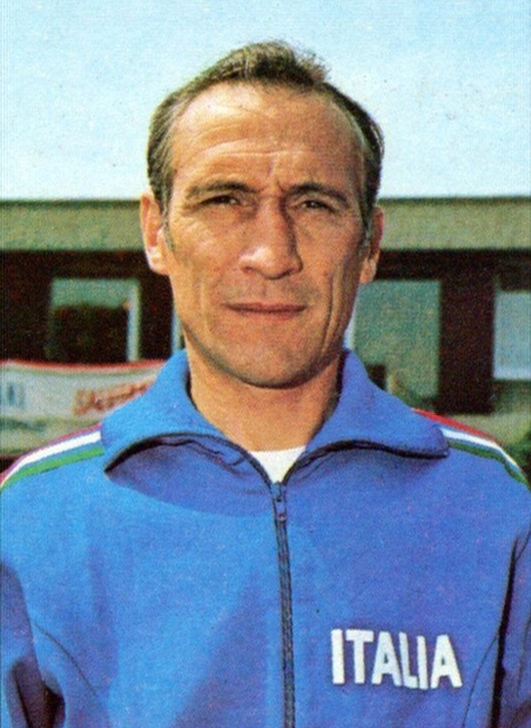
Enzo Bearzot en 1975.

Très critiqué, tout comme son équipe, à l'approche de la coupe du monde 1982, il impose à ses joueurs le silenzio stampa (l'interdiction de parler à la presse).
Les critiques redoublent à l'issue du premier tour où l'Italie n'a pu faire que trois matches nuls contre la Pologne, le Pérou et le Cameroun.
Mais les azzurri, s'appuyant sur un jeu défensif strict et des déploiements en contre-attaque, remportent le titre à la surprise générale en enchaînant les performances de haut niveau contre l'Argentine (2-1), le Brésil (3-2), la Pologne (2-0) et l'Allemagne de l'Ouest en finale (3-1).
Bearzot restera l'entraîneur de la Squadra Azzurra jusqu'en 1986. L'équipe d'Italie, qui ne s'est pas qualifiée pour le Championnat d'Europe 1984, est éliminée en huitièmes de finale du Mondial 1986 par la France 2-0. Après onze années à la tête de la sélection, Bearzot cède sa place à Azeglio Vicini. Il reste néanmoins l'entraîneur ayant disputé le plus de matches à la tête de la sélection italienne (104), dépassant le précédent record de Vittorio Pozzo (97).

## Palmarès
Joueur
- Champion d'Italie de Serie B en 1960 avec le Torino FC

Entraîneur
- Champion du monde en 1982 avec l'équipe d'Italie

Distinctions personnelles
- 24e meilleur entraîneur de tous les temps par World Soccer: 2013[3],[4]

## Hommage et postérité
L'ancien Stade Campagnuzza de la ville de Gorizia porte son nom depuis 2016.

### Distinction
: Enzo Bearzot est fait Commandeur de l'Ordre du Mérite de la République italienne en 1982, au titre du mérite sportif.